# Six Degrees
Six Degrees of 6° was een Amerikaanse televisieserie
van ABC die van september 2006 tot maart 2007
werd uitgezonden en waarvan één seizoen van dertien afleveringen werd gemaakt. De serie
gaat over zes mensen in New York en de zes niveaus van scheiding-theorie.
Six Degrees ging op 21 september 2006 in première op ABC na Grey's Anatomy.
Die pilotaflevering werd geregisseerd door Rodrigo Garcia. De
opnames gebeurden in de Silvercup Studios in Queens in New York en op locatie in
Manhattan.
Op 8 november 2006 werd Six Degrees door ABC van het scherm gehaald wegens
tegenvallende kijkcijfers. Op 23 maart 2007 was 6° terug met de uitzending
van de zevende aflevering en deze keer om 21:00 uur. Op 2 april werd de serie
opnieuw geschrapt om dezelfde reden als de eerste keer.
Op 27 april werd de negende aflevering op ABC's website gezet. De overige vier
episodes volgden. Op 15 mei annuleerde ABC de reeks. In juni werden de niet uitgezonden
afleveringen geprogrammeerd vanaf 10 augustus maar ze werden uiteindelijk vervangen
door herhalingen van George Lopez Show.

## Rolbezetting
| Acteur            | Personage      | Opmerkingen              |
| ----------------- | -------------- | ------------------------ |
| Jay Hernandez     | Carlos Green   |                          |
| Bridget Moynahan  | Whitney Crane  |                          |
| Erika Christensen | Mae Anderson   |                          |
| Dorian Missick    | Damian Henry   |                          |
| Campbell Scott    | Steven Caseman |                          |
| Hope Davis        | Laura Morgan   |                          |
| Ruby Jerins       | Eliza          |                          |
| Melissa Silver    |                | werkneemster van Ralston |
| Deborah Craig     | Melanie        |                          |
| Shiri Appleby     | Anya           |                          |

## Afleveringen

### Seizoen 1 (2006)
- 1.1: Pilootaflevering
- 1.2: What Are the Odds?
- 1.3: A New Light
- 1.4: The Puncher
- 1.5: Masquerade
- 1.6: What You Wish For
- 1.7: Slings and Arrows
- 1.8: Get A Room
- 1.9: Sedgewick's
- 1.10: Ray's Back
- 1.11: Surstromming or a Slice
- 1.12: Objects in the Mirror
- 1.13: A Simple Twist of Fate